# Nachi (1927)
Nachi (jap. 那智) – drugi z czterech ciężkich krążowników typu Myōkō zbudowany dla Japońskiej Cesarskiej Marynarki Wojennej. Pozostałymi okrętami należącymi do tego typu były: "Myōkō", „Ashigara” i „Haguro”. Jego nazwa pochodzi od góry w prefekturze Wakayama.
Wyporność okrętów tego typu wynosiła 13 500 t, a ich długość 201 m. Były w stanie rozwinąć prędkość do 36 węzłów (67 km/h) i przenosić dwa wodnosamoloty, a ich uzbrojenie składało się z dziesięciu dział 203 mm w pięciu dwudziałowych wieżach. W tym czasie kiedy były budowane posiadały najcięższe uzbrojenie ze wszystkich typów krążowników na świecie.

## Służba bojowa
Stępka pod "Nachi" została położona w bazie marynarki wojennej w Kure 26 listopada 1924 roku, a 15 czerwca 1927 roku odbyło się wodowanie "Nachi" i nadanie mu imienia. 28 listopada 1928 roku został przyjęty do służby w Cesarskiej Marynarce Wojennej. Jego służba w czasie II wojny światowej zaczęła się w Holenderskich Indiach Wschodnich, gdzie po raz pierwszy starł się z wrogiem w pobliżu Makasaru w dniu 8 lutego 1942 roku. W bitwie z 27 lutego 1942 roku na Morzu Jawajskim odgrywał kluczową rolę i przyczynił się do zatopienia brytyjskich okrętów HMS "Exeter" i HMS „Encounter” na południe od Borneo w dniu 1 marca 1942 roku podczas swojej kolejnej akcji.
"Nachi" został następnie przeniesiony na Wyspy Aleuckie, gdzie brał udział w ataku na wyspy 3 czerwca 1942 roku. Na Aleuty wrócił w marcu 1943 roku, gdzie brał udział w bitwie koło Wysp Komandorskich, w której odniósł uszkodzenia. W lipcu 1943 roku brał udział w ataku na Kiska.
Do października 1944 roku okręt znajdował się na Filipinach i wziął udział w bitwie w zatoce Leyte jako część zgrupowania krążowników pod dowództwem wiceadm. Kiyohide Shima. "Nachi" został uszkodzony w ciśnienie Surigao 25 października 1944 roku po kolizji z "Mogami".

### Losy późniejsze
"Nachi" znajdował się w zatoce Manilskiej 5 listopada 1944 roku, kiedy został zaatakowany przez trzy następujące po sobie ataki amerykańskich samolotów, które wystartowały z lotniskowców USS "Lexington" i USS "Ticonderoga" należących do Task Force 38.
W czasie tego ataku "Nachi" został trafiony przynajmniej dziewięciokrotnie zarówno torpedami jak i rakietami. Przełamał się na dwie części po dwóch potężnych eksplozjach i zatonął pośrodku wielkiej plamy ropy. Z załogi 807 osób zginęło, w tym kapitan, a przeżyło 220. Jego flagowy dowódca, wiceadm. Kiyohide Shima przebywał na konferencji podczas ataku, ale zdołał dotrzeć do doku, aby jeszcze zobaczyć, ku swemu przerażeniu, jak jego flagowy okręt rozpada się na kawałki.
John Prados w swojej książce pt. Combined Fleet Decoded (pl. Połączona Flota Rozszyfrowana) pisze, że nurkowie z US Navy znaleźli we wraku olbrzymią ilość dokumentów z kodami leżących na stołach i w szufladach. Nie posiadali ze zdumienia, że tej rangi dokumenty nie były schowane w sejfie. Było to o tyle ważne, ponieważ "Nachi" był w tym czasie flagowym okrętem 2. Grupy Uderzeniowej. Odnaleziono również japoński sprzęt radarowy.

Oryginalny podpis pod zdjęciem ukazujący zatopienie "Nachi" przez eskadrę samolotów z USS "Lexington" brzmi: 
Notatka koordynatora zadania: krążyliśmy na wysokości 6 metrów, aby upewnić się, że nie będzie żadnych rozbitków. 15 do 20 osób, które znajdowały się w plamie ropy potraktowaliśmy za pomocą strzałów kalibru 12,7 mm, tak dla pewności.
 Spekulowano, że na pokładzie "Nachi" odkryto duże ilości złota, które zostało wyciągnięte przez nurków. Jednak jest to kwestionowane przypuszczenie, które nie jest potwierdzone przez większość ekspertów i które uważa się za nieprawdziwe z powodu braków dowodów.